# Claire Stansfield
Claire Stansfield (Londres, Reino Unido, 27 de agosto de 1964) es una actriz, directora, diseñadora de moda y antigua modelo británica. Es conocida por haber interpretado a Alti, un personaje secundario de la serie de televisión Xena: la princesa guerrera.

## Biografía
Stansfield nació en Inglaterra, hija de padre inglés y madre alemana. Se crio durante la mayor parte de su juventud en Toronto (Canadá). Cuando era adolescente trabajó de modelo en Canadá e Inglaterra antes de empezar a actuar. Estudió en la Central School of Speech and Drama de Londres antes de irse a Hollywood. Apareció en el video musical Don't cry de Guns n roses.
Además de su papel de Alti en Xena: la princesa guerrera, Stansfield tuvo papeles secundarios como Sid y como Kristina en las series Twin Peaks y Frasier respectivamente. También participó como Alpha en el episodio 21 de la serie de 1990 Flash el relámpago humano. Además, participó como estrella invitada en el episodio The Jersey Devil, de la serie de televisión The X-Files (título traducido como Expediente X en España y Los expedientes secretos X en Hispanoamérica). En 1998, protagonizó junto a Dolph Lundgren la película ambientada en Angola, Desactivador. La película fue rodada y, en parte, producida en Sudáfrica.
Stansfield dirigió The Lovely Leave en 1999, basado en el cuento homónimo escrito por Dorothy Parker.
En 2002, Stansfield fundó C&C California, una línea de moda especializada en camisetas estilo años 70, en asociación con Cheyann Benedict. C&C fue adquirido por Liz Claiborne en 2005.

## Vida personal
En sus días como modelo, en los años 80, Stansfield mantuvo una relación sentimental con Simon Le Bon y posteriormente con Ashley Hamilton.